# Dipteridaceae
Dipteridaceae, porodica papratnica iz reda Gleicheniales. Postoje dva roda, Dipteris po kojemu je dobila ime i Cheiropleuria s ukupno 11 vrsta u jugoistočnoj Aziji i Austaliji.
Porodica ima dugu povijest koja datira još iz razdoblja trijasa (od prije 251 milijun do 199,6 milijuna godina).

## Rodovi
1. Cheiropleuria C.Presl  (3 spp.)
2. Dipteris Reinw.  (8 spp.)

## Sinonimi
- Cheiropleuriaceae Nakai